# O Rio que Saía do Éden
O Rio que Saía do Éden: Uma visão darwiniana da vida é um livro científico popular de 1995 de Richard Dawkins. O livro é sobre a evolução darwiniana e resume os tópicos abordados em seus livros anteriores, O Gene Egoísta, O Fenótipo Estendido e O Relojoeiro Cego. Faz parte da série Science Masters e é o livro mais curto de Dawkins. É ilustrado por Lalla Ward, ex-esposa de Dawkins. O nome do livro é derivado de Gênesis 2:10 relacionado ao Jardim do Éden. A versão King James diz: "E saía um rio do Éden para regar o jardim; e dali se dividia e se transformava em quatro nascentes."
O livro tem cinco capítulos. O primeiro capítulo estabelece a estrutura sobre a qual o restante do livro é construído: a vida é como um rio de genes fluindo através do tempo geológico, onde os organismos são meros corpos temporários. O segundo capítulo mostra como a ascendência humana pode ser rastreada através de muitas vias genéticas até aos diferentes antepassados comuns mais recentes, com especial ênfase na Eva Africana. O terceiro capítulo descreve como o aprimoramento gradual através da seleção natural é o único mecanismo que pode criar a complexidade observada na natureza. O quarto capítulo descreve a indiferença dos genes em relação aos organismos que constroem e descartam, à medida que maximizam as suas próprias funções de utilidade. O último capítulo resume marcos durante a evolução da vida na Terra e especula sobre como processos semelhantes podem funcionar em sistemas planetários alienígenas.

## O rio digital
Dawkins começa o livro afirmando que todos os nossos ancestrais atingiram a idade adulta e geraram pelo menos um filho antes de morrer. Num mundo onde a maioria dos organismos morre antes de poder procriar, os descendentes são comuns, mas os ancestrais são raros. Mas todos podemos reivindicar uma cadeia ininterrupta de ancestrais bem-sucedidos, desde o primeiro organismo unicelular.
Se o sucesso de um organismo é medido pela sua capacidade de sobreviver e reproduzir-se, então pode-se dizer que todos os organismos vivos herdaram “bons genes” de ancestrais bem-sucedidos. Cada geração de organismos é uma peneira na qual os genes replicados e mutados são testados. Os genes bons passam pela peneira para a próxima geração, enquanto os genes ruins são removidos. Isto explica por que os organismos se tornam cada vez melhores em tudo o que é necessário para ter sucesso, e contrasta fortemente com o lamarckismo, que exigiria que os organismos bem-sucedidos refinassem os seus genes durante a sua vida.
Seguindo esta visão da evolução centrada no gene, pode-se argumentar que um organismo não é mais do que um corpo temporário no qual um conjunto de genes companheiros (na verdade, alelos) cooperam em direção a um objetivo comum: fazer o organismo crescer até a idade adulta, antes eles seguem caminhos separados nos corpos da progênie do organismo. Os corpos são criados e descartados, mas os bons genes sobrevivem como réplicas de si mesmos, resultado de um processo de cópia de alta fidelidade típico da codificação digital.
Através da meiose (reprodução sexual), os genes compartilham corpos com diferentes genes companheiros em gerações sucessivas. Assim, pode-se dizer que os genes fluem em um rio ao longo do tempo geológico. Embora os genes sejam egoístas, no longo prazo, cada gene precisa ser compatível com todos os outros genes do pool genético de uma população de organismos, para produzir organismos bem-sucedidos.
Um rio de genes pode bifurcar-se, principalmente devido à separação geográfica entre duas populações de organismos. Como os genes dos dois ramos nunca compartilham os mesmos corpos, eles podem se separar até que os genes dos dois ramos se tornem incompatíveis. Os organismos criados por estes dois ramos formam espécies separadas e não-cruzadas, completando o processo de especiação.  